# Список молюсків, занесених до Червоної книги України
Молюски, занесені до Червоної книги України — список із 20 видів молюсків, які були включені в останнє видання Червоної книги України (2009). У порівнянні з попереднім виданням (1994), до нового було включено на 8 видів більше, у списку такі молюски позначені окремим кольором.
Позначення охоронного статусу Червоної книга України (ЧУ):
- РД — рідкісний
- ВР — вразливий
- НО — неоцінений

Окремим кольором виділені:
Цей перелік побудований за алфавітним порядком.
| Ілюстрація                            | Назва                                                  | Чисельність та поширення на території України | Охоронний статус ЧУ | Примітки |
| ------------------------------------- | ------------------------------------------------------ | --- | ------------------- | -------- |
| Ряд Венериди (Venerida)               |                                                        | |                     |          |
|                                       | Гіпаніс левіускула (Hypatis laeviuscula)               | Чисельність виду незначна. Мешкає в Дніпро-Бузькому лимані та Кременчуцькому водосховищі, стулки знайдені на березі Дністровського лиману та в Південному Бузі.    | ВР                  | [ 2 ]    |
|                                       | Гіпаніс складчастий (Hypanis plicata)                  | Чисельність виду незначна. Мешкає у Дністровськоку і Дніпровсько-Бузькому лиманах, водоймах дунайської дельти, лагунах та озерах північно-західного Причорномор'я. | ВР                  | [ 3 ]    |
| Ряд Легеневі (Pulmonata)              |                                                        | |                     |          |
|                                       | Аріанта ефіопська (Arianta aethiops)                   | Приблизно 3-4 особин на 1 м². Зустрічається на висогірних ділянках Українських Карпатах.                                                                           | РД                  | [ 4 ]    |
| Гранарія зернова                      | Гранарія зернова (Granaria frumentum)                  | Приблизно 10-15 особин на 1 м². Зустрічається в Карпатах та на заході Поділля.                                                                                     | РД                  | [ 5 ]    |
| Дробація банатська                    | Дробація банатська (Drobacia banatica)                 | Приблизно 4-5 особин на 1 м². Зустрічається в Карпатах. | РД                  | [ 6 ]    |
|                                       | Перирстома мердвенева (Peristoma merduenianum)         | Приблизно 5-10 особин на 1 м². Гірський Крим. | ВР                  | [ 7 ]    |
|                                       | Плікутерія любомирського (Plicuteria lubomirskii)      | Приблизно 4-5 особин на 1 м². Зустрічається в Карпатах та на Поділлі.                                                                                              | ВР                  | [ 8 ]    |
|                                       | Простеномфалія карпатська (Prostenomphalia carpathica) | Приблизно 5-10 особин на 1 м². Зустрічається в Карпатах. | ВР                  | [ 9 ]    |
|                                       | Оксихілюс Кобельта (Oxychilus kobelti)                 | 1-2 особини на 1 м². Вид мешкає в дубових та букових лісах. | ВР                  | [ 10 ]   |
|                                       | Серуліна зубчаста (Serrulina serrulata)                | 1-3 особини на 1 м². Дуже рідко зустрічається в Карпатах. | ВР                  | [ 11 ]   |
| Слимак великий строкатий              | Слимак великий строкатий (Helix lucorum)               | У межах ареалу чисельність сильно варіює, у місцях тимчасового скупчення щільність може сягати 30 і більше особин на 1 м². Зустрічається в Криму.                  | НО                  | [ 12 ]   |
|                                       | Ставковик булавоподібний (Lymnaea clavata)             | Приблизно 1 особина на 20 м². В межах України знайдено лише в Західному Бузі.                                                                                      | РД                  | [ 13 ]   |
|                                       | Ставковик потовщений (Lymnaea pachyta)                 | Точних даних про чисельність виду немає, бо він зустрічається дуже рідко. В межах України знайдено лише в Криму.                                                   | РД                  | [ 14 ]   |
|                                       | Трохулюс Більца (Trochulus bielzi)                     | Приблизно 4-5 особин на 1 м². Частина Українських Карпат. | ВР                  | [ 15 ]   |
|                                       | Трохулюс опушений (Trochulus villosulus)               | Приблизно 25-30 особин на 1 м². Зустрічається в Карпатах і Прикарпатті.                                                                                            | ВР                  | [ 16 ]   |
|                                       | Турикаспія лінкта (Turricaspia lincta)                 | Від 2 до 30 особин на 1 м². Поширений в гирлах великих річок, лиманах і прибережних озерах Північно-Західного Причорномор'я. Ендемік Азово-Чорноморського басейну. | РД                  | [ 17 ]   |
| Хондрина вівсяна                      | Хондрина вівсяна (Chondrina avenacea)                  | Приблизно 10-20 особин на 1 м². Зустрічається в Карпатах. | РД                  | [ 18 ]   |
|                                       | Хондруля Більца (Chondrula bielzi)                     | Приблизно 3-7 особин на 1 м². Зустрічається в Карпатах. | РД                  | [ 19 ]   |
| Ряд Передньожаберні (Prosobranchiata) |                                                        | |                     |          |
|                                       | Равлик кришечковий струмковий (Pomatias rivulare)      | У головних біотопах щільність молюска 10-15 особин на 1 м². Зустрічається в північно-східній частині Гірського Криму.                                              | ВР                  | [ 20 ]   |
| Ряд Устриці (Ostreoida)               |                                                        | |                     |          |
| Устриця їстівна                       | Устриця їстівна (Ostrea edulis)                        | Даних про чисельність немає. Зустрічається у Каркінітській затоці та акваторії Карадазького природного заповідника.                                                | ВР                  | [ 21 ]   |